# هانس-دیتریش گنشر
هانس-دیتریش گنشر (آلمانی: Hans-Dietrich Genscher; زاده ۲۱ مارس ۱۹۲۷ – درگذشته ۳۱ مارس ۲۰۱۶) یک سیاست‌مدار اهل آلمان بود که بین سال‌های ۱۹۷۴ تا ۱۹۹۲ میلادی، وزیر خارجه و همزمان بجز ۱۴ روز معاون صدر اعظم آلمان بود. گنشر نقش مهمی در اتحاد دو آلمان و فروپاشی دیوار برلین داشت.
گنشر در ۲۱ مارس ۱۹۲۷ به دنیا آمد. در سال ۱۹۵۲ وی پس از پایان تحصیلات در رشته حقوق در دانشگاه ینا به برلین غربی گریخت و سپس در برمن به عنوان وکیل آغاز به کار کرد. با پیوستن به حزب دموکرات آزاد آلمان ابتدا ۵ سال در دولت ویلی برانت وزیر کشور و سپس به مدت ۱۸ سال در دولت‌های هلموت اشمیت و هلموت کهل وزیر خارجه آلمان بود.
گنشر در فوریه سال ۱۹۹۲ به همراه تئو وایگل پیمان ماستریخت را امضا کرد که چارچوب قانونی کنونی اتحادیه اروپا محسوب می‌شود.
او در پی توصیه‌های پزشکان در سال ۱۹۹۲ پس از ۱۸ سال ریاست وزارت خارجه آلمان و ۲۳ سال حضور در کابینه دولت از صحنه سیاست کناره گرفت اما کاملاً با سیاست خداحافظی نکرد و تا سال ۲۰۱۳ از تجربیات و روابط خود برای میانجیگری در مناسبات و مسائل بین‌الملل بهره می‌گرفت. آزاد شدن میخائیل خودورکوفسکی، منتقد دولت روسیه از جمله مواردی بود که گنشر در آن میانجیگری کرد.
وی همچنین برنده جوایزی همچون لژیون دونور (صلیب بزرگ) شده‌است.
گنشر پنج شنبه شب ۳۱ مارس ۲۰۱۶ به دلیل نارسایی قلبی در سن ۸۹ سالگی درگذشت.